# Kraszew (powiat łódzki wschodni)
Kraszew – wieś w Polsce, położona w województwie łódzkim, w powiecie łódzkim wschodnim, w gminie Andrespol.
W latach 1975–1998 miejscowość administracyjnie należała do ówczesnego województwa łódzkiego.
Miejscowość ma powierzchnię 2,20 km². W Kraszewie znajduje się Sala Królestwa miejscowego zboru Świadków Jehowy.